# John K. Daniels
John Karl Daniels  fue un escultor noruego-estadounidense nacido el 14 de mayo de 1875 en Noruega y fallecido el 8 de marzo de 1978 en Minnesota.

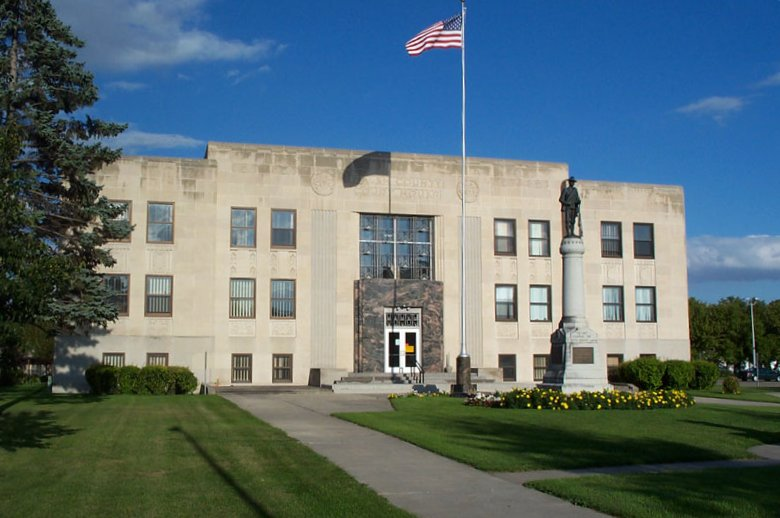
Memorial de la Guerra hispano-estadounidense (1900), Walsh County Courthouse, Grafton, Dakota del Norte.

## Datos biográficos
Nació en Noruega en 1875, y emigró con su familia a los Estados Unidos en 1884, cuando contaba con 9 años de edad. Fue alumno de la Mechanics Arts High School en St. Paul, Minnesota, donde recibió sus primeras nociones formales para su labor como escultor. Durante un tiempo regresó a su natal Noruega, donde fue alumno de Knut Okerberg; con posterioridad fue alumno de Andrew O'Connor en París, Francia.
Se instaló en Minnesota, donde puede encontrarse el grueso de su obra. Abrió su estudio de escultura en un nevero artificial, antiguo edificio dedicado a la distribución de hielo, localizado  en los alrededores de la antigua mansión Van Dusen en el 1900 de LaSalle Avenue en Minneapolis. Una de sus primeras obras fue el retrato de Edward Fitzsimmons Dunne, alcalde de Chicago y posterior gobernador de Illinois, un busto realizado en 1906.
Fue autor de memoriales de guerra para  Grafton, Dakota del Norte y Long Prairie  , Minnesota. Su escultura de granito titulada Pioneers - Pioneros fue donada a la Ciudad de Mineápolis por la familia de  Charles Alfred Pillsbury (en:) durante la Gran Depresión. Fue durante años la pieza central del parque llamado Pioneer Square, próximo a la Oficina Central de Correos de Mineápolis. También es obra de Daniels el Soldiers Monument del Summit Park en Saint Paul, la ornamentación escultórica de la Torre de Agua del Parque Washburn (en:) en Minneapolis, y la estatua de Leif Erikson en el Parque Leif Erikson de Duluth, Minnesota. 
Sus esculturas presentes en el espacio del Capitolio del Estado de Minnesotal son el Monumento Knute Nelson y  Leif Erikson en los jardines capitolinos, y General John B. Sanborn y Coronel Alexander Wilkin en la rotonda. En el edificio de Servicios a los Veteranos está expuesta la escultura de mármol Earthbound, un trabajo de 1956 dedicado a los militares veteranos de Minnesota, que Daniels talló cuando contaba 80 años de edad.  
Falleció en Minneapolis en 1978.

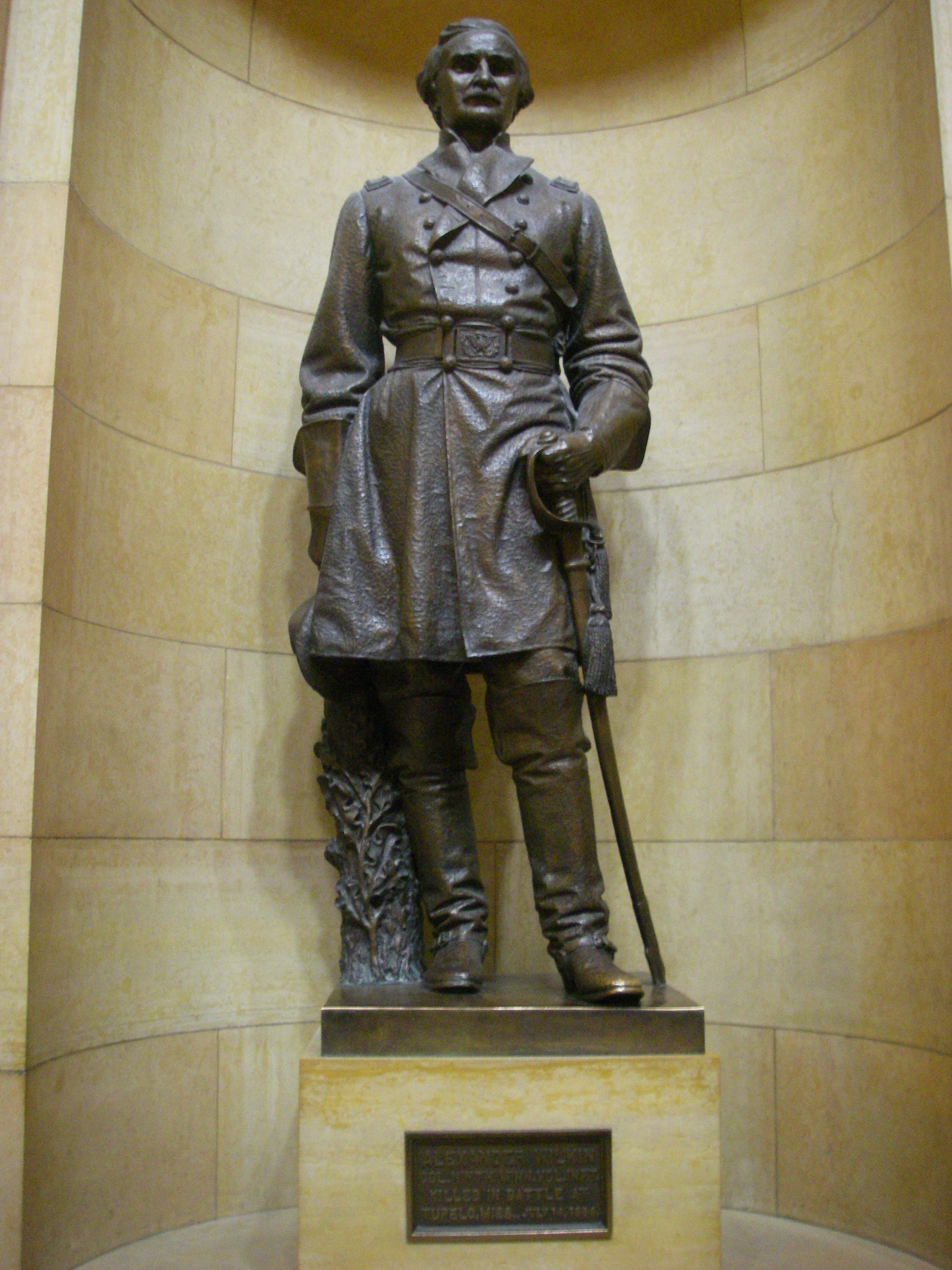
Colonel Alexander Wilkin (1910), Capitolio de Minnesota, St. Paul, Minnesota.
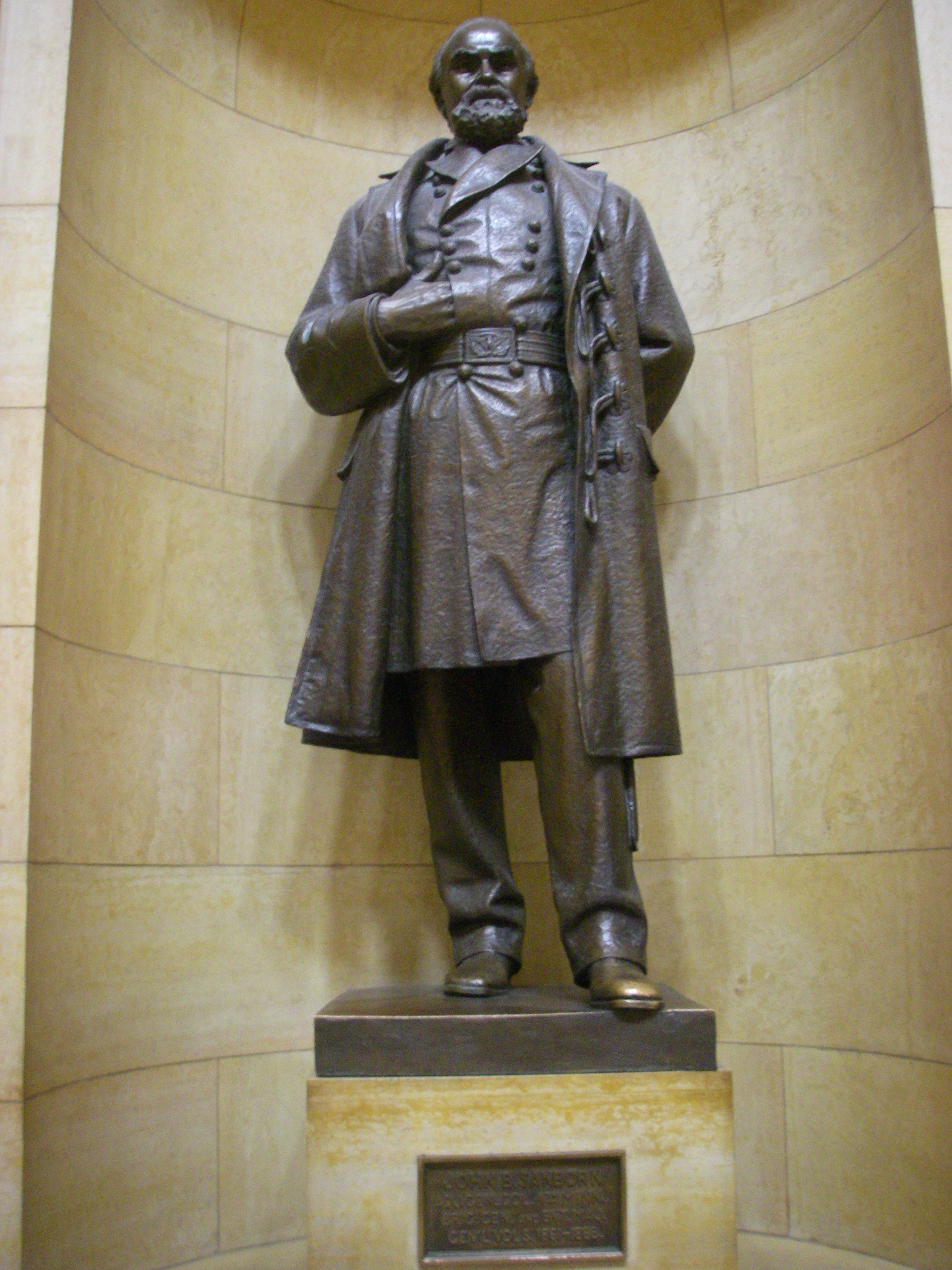
General John P. Sanborn (ca. 1910), Capitolio de Minnesotal, St. Paul, Minnesota.
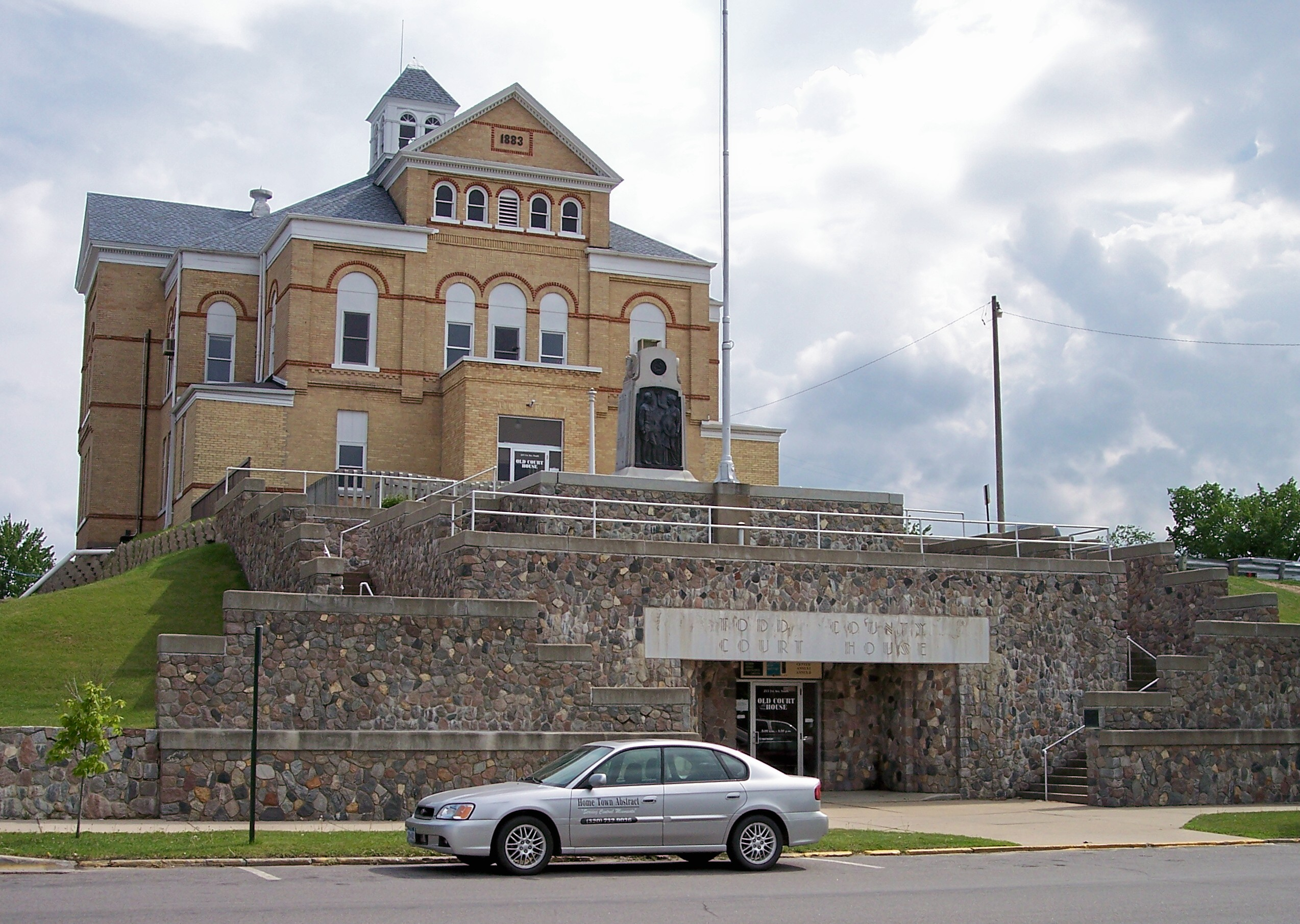
Memorial de la Primera Guerra Mundial  (ca. 1920), Todd County Courthouse, Long Prairie, Minnesota.
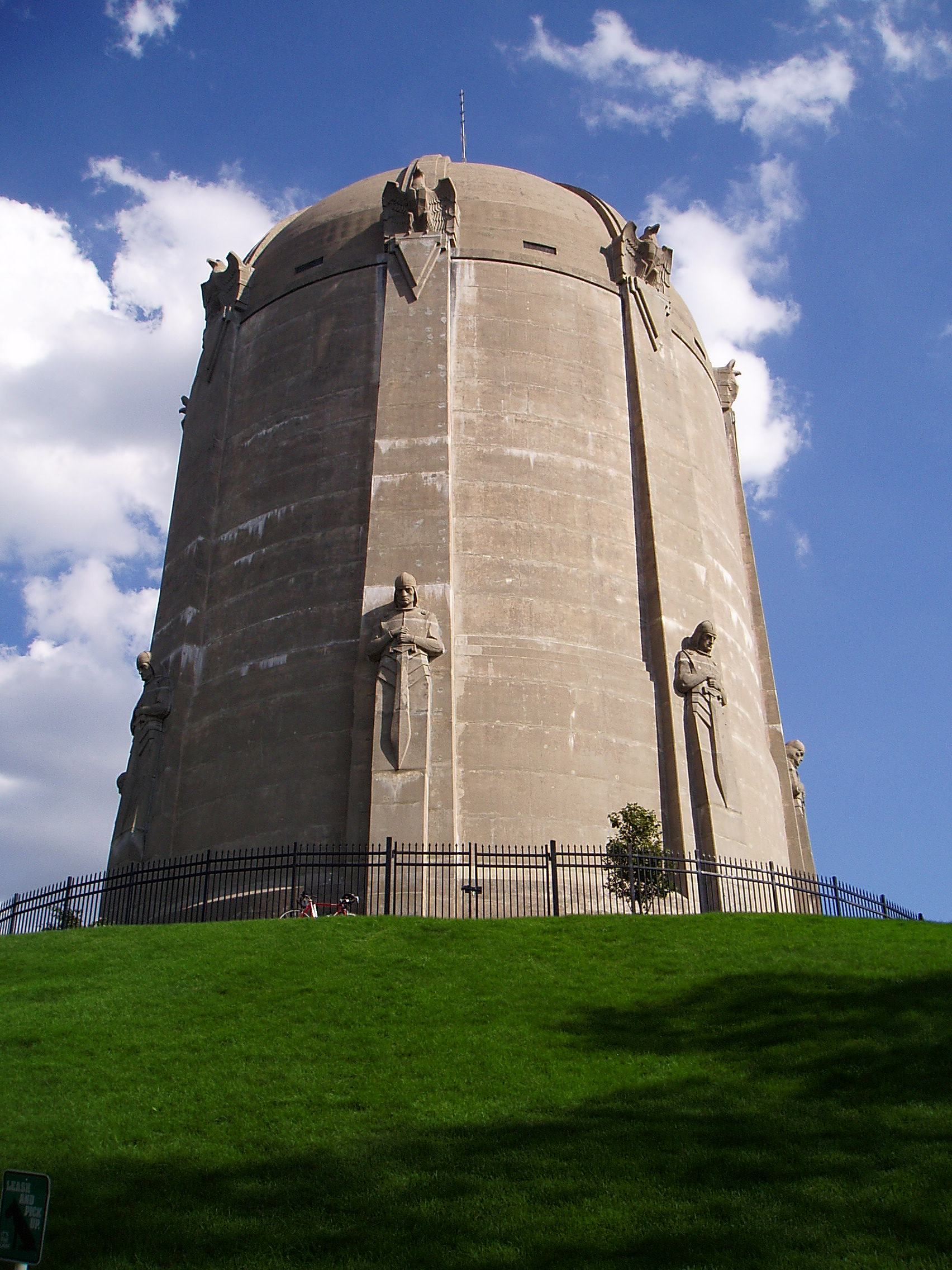
Washburn Park Water Tower (1932), Minneapolis, Minnesota.

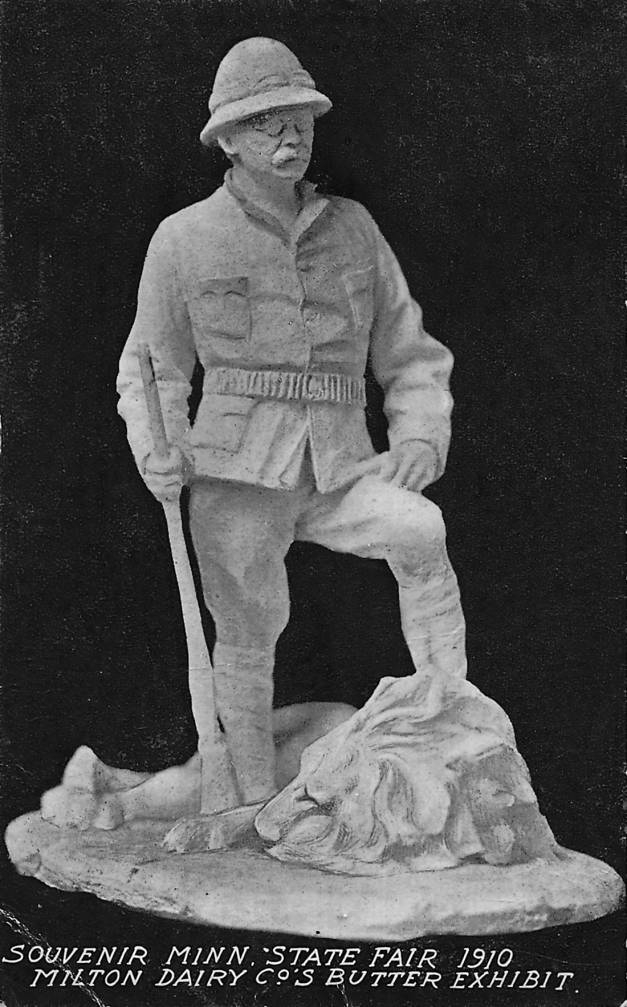
Teddy Roosevelt, escultura de manteca presentada en la Feria estatal de Minnesota, Minnesota State Fair 1910. Encargo del Milton Dairy.

## Obras efímeras: las esculturas de manteca
Fue autor de diferentes esculturas de manteca, una forma escultórica muy común en Estados Unidos entre 1880 y 1930; los modelados en manteca eran una de las atracciones habituales en ferias y banquetes, y se caracterizan por ser una forma de arte efímero. De las tallas en manteca realizadas por John K. Daniels, han subsistido algunas fotografías:

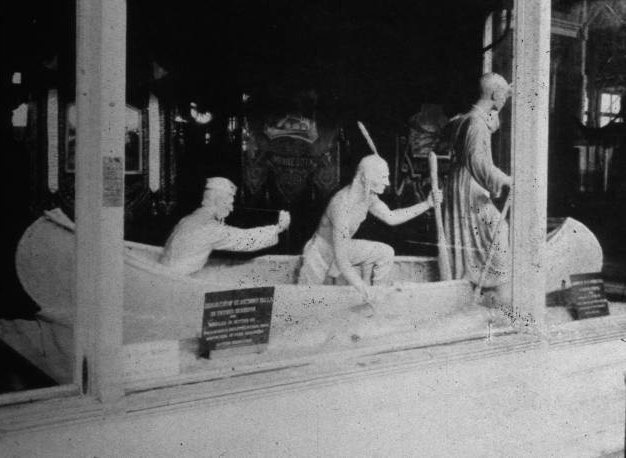
El padre Louis Hennepin con sus guías descubriendo las cataratas de San Antonio (Minnesota); Escultura de manteca presentada en la  Louisiana Purchase Exposition, St. Louis, 1904
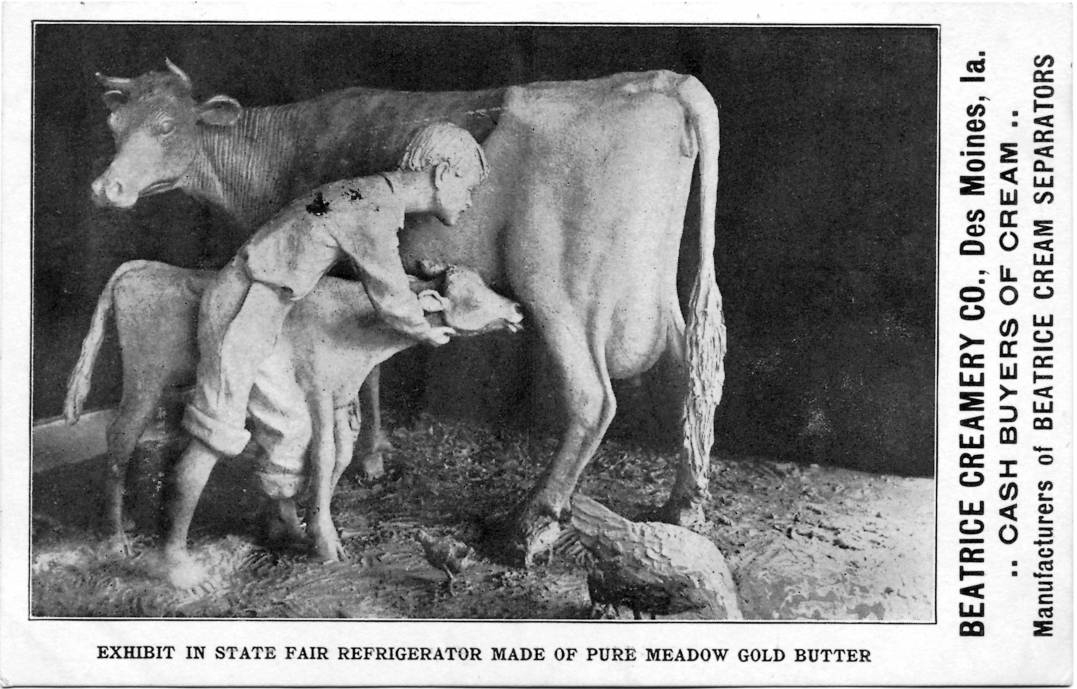
Postal de la escultura de manteca presentada en Feria Estatal de Iowa de 1904. Esponsorizada por la industria de lácteos Beatrice Creamery Co.. Reproduce una estampa de la granja, un chico sujeta a un ternero que mama de la vaca lechera, en el corral con pollos y gallinas.

## Monumentos
John K. Daniels es autor de algunas estatuas y monumentos públicos, entre ellos:
- El Monumento a los soldados y marinos de la Guerra Civil Americana de 1903, en Saint Paul, Minnesota[10] En lo alto de la columna, el retrato de Josias R. King, el primer voluntario de Minneapolis.

- El monumento en bronce a Knute Nelson, obra de 1929 instalada frente al Capitolio del Estado de Minnesota (en:).[11]

- La estatua de los Pioneros en Minneapolis, inaugurada en 1936[12]

- El memorial dedicado al explorador noruego Leif Erickson, obra de 1949[13]

- La escultura titulada Earthbound , obra de mármol del año 1956 , en Saint Paul, Minnesota[14]

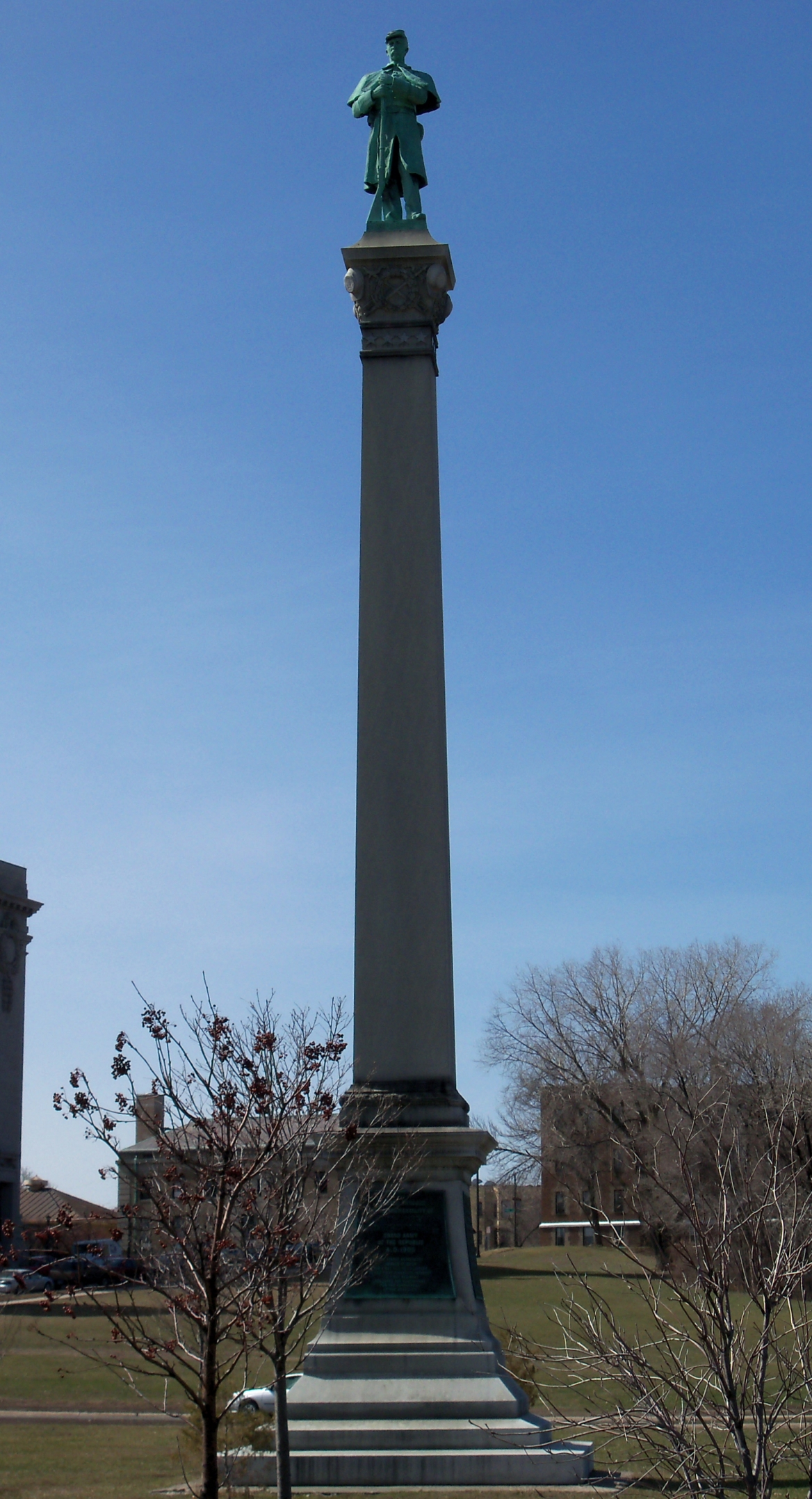
Memorial de la Guerra Civil, 1904
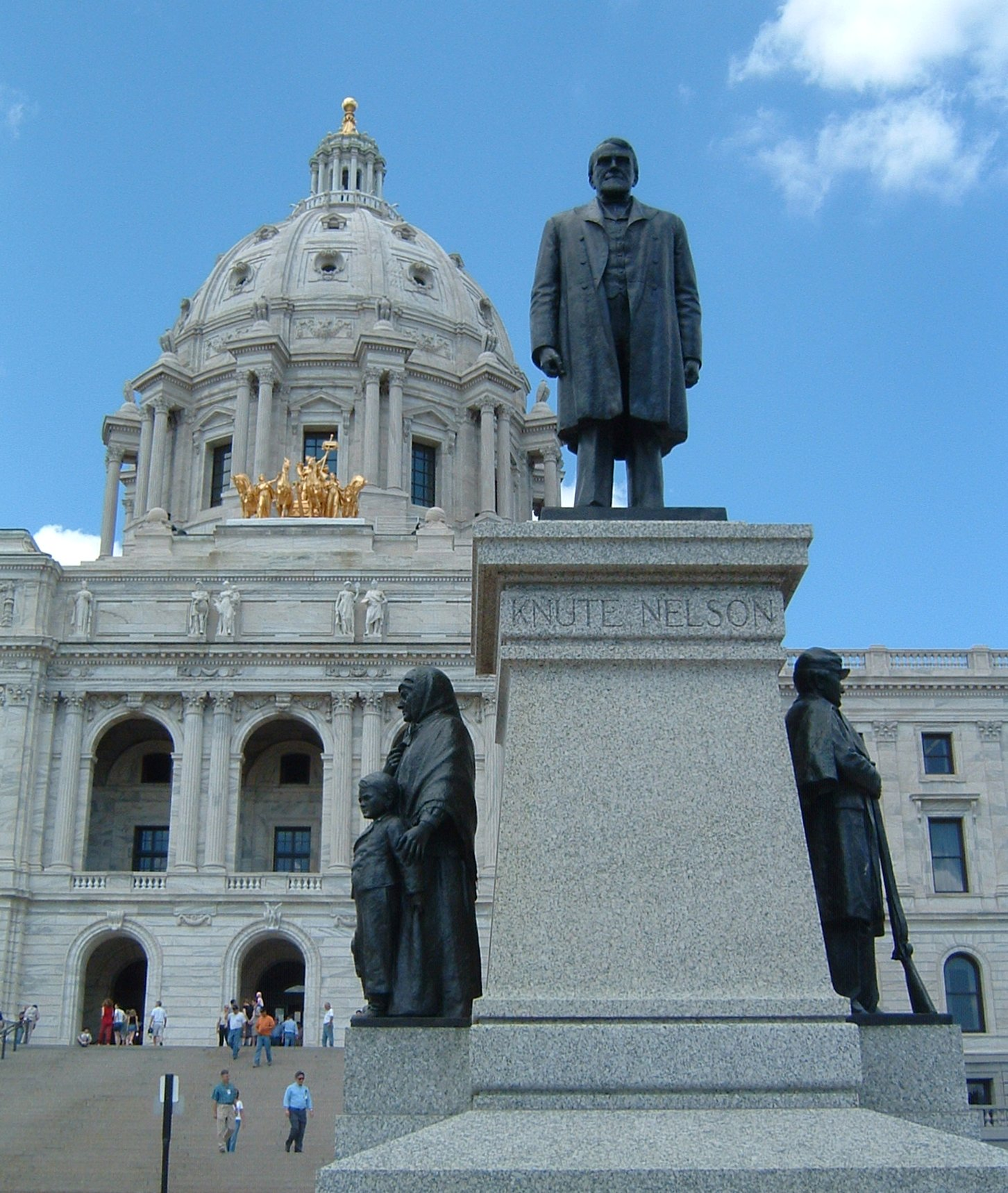
Monumento a Knute Nelson, 1929, Capitolio de Minnesota, St. Paul, Minnesota.
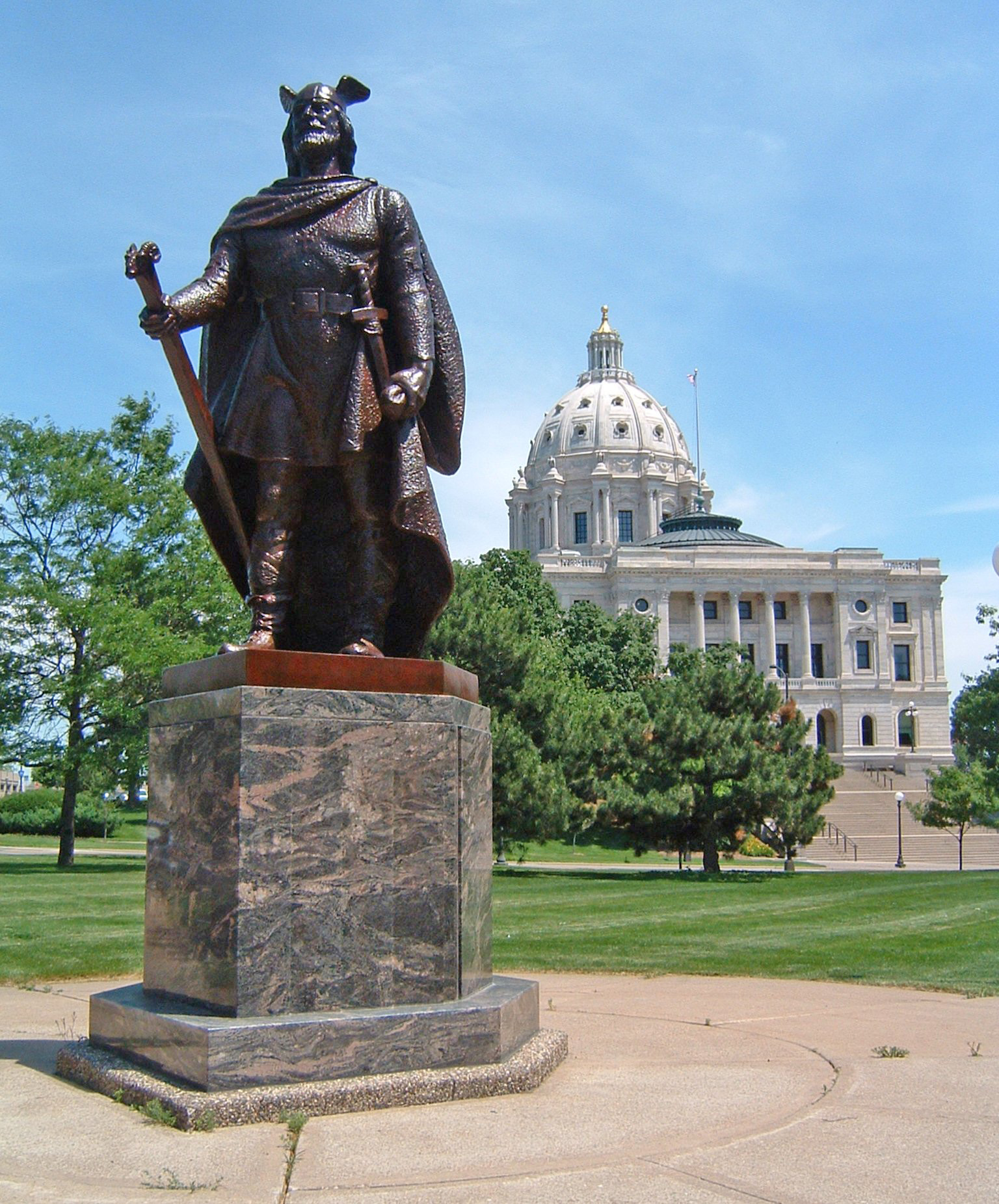
el vikingo, Leif Erickson , 1949